# Ngày kỷ niệm hiến pháp (Nhật Bản)
Ngày kỷ niệm hiến pháp (憲法記念日 (Kenpō Kinenbi)) là một ngày lễ quốc gia ở Nhật Bản vào ngày 3 tháng 5 hàng năm nhằm kỷ niệm việc ban hành hiến pháp năm 1947 của Nhật Bản.

## Lịch sử
Sau vụ ném bom xuống Hiroshima và Nagasaki năm 1945, Thiên hoàng Showa tuyên bố đầu hàng vô điều kiện trước các lực lượng đồng minh. Trong hai năm tiếp theo, Nhật Bản và Tướng Hoa Kỳ Douglas MacArthur đã hợp tác soạn thảo hiến pháp mới, được Hạ viện phê chuẩn vào ngày 24 tháng 8 năm 1946, viện Quý tộc (貴族院) thông qua vào ngày 6 tháng 10 và Hội đồng Cơ mật vào ngày 29 tháng 10, sau đó được Thiên hoàng ban hành vào ngày 3 tháng 11 năm 1946, ngày sinh của Thiên hoàng Minh Trị, và có hiệu lực vào ngày 3 tháng 5 năm 1947.
Ban đầu, Thủ tướng Shigeru Yoshida muốn cử hành Ngày tưởng niệm hiến pháp vào ngày 3 tháng 11 vì đây đã là một ngày lễ; hơn nữa, ngày ký kết cũng trùng với thời điểm Tòa án Quân sự Quốc tế về Viễn Đông bắt đầu xét xử. Tuy nhiên, ông đã không thành công và Luật nghỉ lễ năm 1948 ấn định ngày này là ngày 3 tháng 5.
Ngày kỷ niệm hiến pháp thường được chọn là ngày để suy ngẫm về ý nghĩa của nền dân chủ và chính phủ Nhật Bản. Ví dụ, vào năm 2003, một số tờ báo đã đăng các bài xã luận liên quan đến Điều 9 của hiến pháp, trong đó tuyên bố đất nước là một quốc gia theo chủ nghĩa hòa bình.

## Hoạt động kỷ niệm
Ngày kỷ niệm hiến pháp là thời điểm để ôn lại các sự kiện trong lịch sử Nhật Bản. Quốc hội mở cửa cho công chúng vào ngày 3 tháng 5 hàng năm để tham quan tòa nhà. Ngày kỷ niệm hiến pháp ở Nhật Bản là một phần của Tuần lễ Vàng. Vào năm 2019, Tuần lễ bạch kim một lần đã được tổ chức, với nhiều sự kiện hơn và thời lượng dài hơn, để kỷ niệm lễ nhậm chức của tân hoàng Naruhito.